# Малък Царев връх
Вижте пояснителната страница за други значения на Царев връх.
Малък Царев връх е връх в планината Алиботуш (или Славянка), България. Височината му е 2087 m.
Издига се на главното планинско било и на североизток от първенеца Гоцев връх (Али Ботуш). На северозапад с висока седловина се свързва с Голям Царев връх. Има заоблено било и стръмни и лавиноопасни склонове. Върхът е изграден от мрамори. Покрит е с тънки кафяви горски почви. Обрасъл е с високопланинска тревна растителност.